# 3.ª etapa do Tour de France de 2019
A 3.ª etapa do Tour de France de 2019 teve lugar a 8 de julho de 2019 entre Binche e Épernay na Bélgica sobre um percurso de 214 km e foi vencida em solitário pelo francês Julian Alaphilippe da Deceuninck-Quick Step, que ademais se converteu no novo portador do maillot jaune.

## Classificação da etapa
| \| Classificação por etapas \| Classificação por etapas \| Classificação por etapas \| Classificação por etapas \| Classificação por etapas \| \| Ciclista \| Ciclista \| Equipe \| Tempo \| \| \| ------------------------ \| ------------------------ \| ------------------------ \| ------------------------ \| ------------------------ \| \| 1. \| Julian Alaphilippe \| Deceuninck-Quick Step \| 4h40m29s \| \| \| 2. \| Michael Matthews \| Team Sunweb \| + 26s \| \| \| 3. \| Jasper Stuyven \| Trek-Segafredo \| + 26s \| \| \| 4. \| Greg Van Avermaet \| CCC Team \| + 26s \| \| \| 5. \| Peter Sagan \| Bora-Hansgrohe \| + 26s \| \| \| 6. \| Matteo Trentin \| Mitchelton-Scott \| + 26s \| \| \| 7. \| Sonny Colbrelli \| Bahrain-Merida \| + 26s \| \| \| 8. \| Xandro Meurisse \| Wanty-Gobert \| + 26s \| \| \| 9. \| Wout van Aert \| Team Jumbo-Visma \| + 26s \| \| \| 10. \| Thibaut Pinot \| Groupama-FDJ \| + 26s \| \| |                    |                       |          |
| |                    |                       |          |
| Fonte: ProCyclingStats |                    |                       |          |
| Classificação por etapas |                    |                       |          |
| Ciclista | Ciclista           | Equipe                | Tempo    |
| 1. | Julian Alaphilippe | Deceuninck-Quick Step | 4h40m29s |
| 2. | Michael Matthews   | Team Sunweb           | + 26s    |
| 3. | Jasper Stuyven     | Trek-Segafredo        | + 26s    |
| 4. | Greg Van Avermaet  | CCC Team              | + 26s    |
| 5. | Peter Sagan        | Bora-Hansgrohe        | + 26s    |
| 6. | Matteo Trentin     | Mitchelton-Scott      | + 26s    |
| 7. | Sonny Colbrelli    | Bahrain-Merida        | + 26s    |
| 8. | Xandro Meurisse    | Wanty-Gobert          | + 26s    |
| 9. | Wout van Aert      | Team Jumbo-Visma      | + 26s    |
| 10. | Thibaut Pinot      | Groupama-FDJ          | + 26s    |

## Classificações ao final da etapa

### Classificação geral(Maillot Jaune)
| \| Classificação geral \| Classificação geral \| Classificação geral \| Classificação geral \| Classificação geral \| \| Ciclista \| Ciclista \| Equipe \| Tempo \| \| \| ------------------- \| ------------------- \| --------------------- \| ------------------- \| ------------------- \| \| 1. \| Julian Alaphilippe \| Deceuninck-Quick Step \| 9h32m19s \| \| \| 2. \| Wout van Aert \| Team Jumbo-Visma \| + 20s \| \| \| 3. \| Steven Kruijswijk \| Team Jumbo-Visma \| + 25s \| \| \| 4. \| George Bennett \| Team Jumbo-Visma \| + 25s \| \| \| 5. \| Michael Matthews \| Team Sunweb \| + 40s \| \| \| 6. \| Egan Bernal \| Team Ineos \| + 40s \| \| \| 7. \| Geraint Thomas \| Team Ineos \| + 45s \| \| \| 8. \| Enric Mas \| Deceuninck-Quick Step \| + 46s \| \| \| 9. \| Greg Van Avermaet \| CCC Team \| + 51s \| \| \| 10. \| Wilco Kelderman \| Team Sunweb \| + 51s \| \| |                    |                       |          |
| |                    |                       |          |
| Fonte: ProCyclingStats |                    |                       |          |
| Classificação geral |                    |                       |          |
| Ciclista | Ciclista           | Equipe                | Tempo    |
| 1. | Julian Alaphilippe | Deceuninck-Quick Step | 9h32m19s |
| 2. | Wout van Aert      | Team Jumbo-Visma      | + 20s    |
| 3. | Steven Kruijswijk  | Team Jumbo-Visma      | + 25s    |
| 4. | George Bennett     | Team Jumbo-Visma      | + 25s    |
| 5. | Michael Matthews   | Team Sunweb           | + 40s    |
| 6. | Egan Bernal        | Team Ineos            | + 40s    |
| 7. | Geraint Thomas     | Team Ineos            | + 45s    |
| 8. | Enric Mas          | Deceuninck-Quick Step | + 46s    |
| 9. | Greg Van Avermaet  | CCC Team              | + 51s    |
| 10. | Wilco Kelderman    | Team Sunweb           | + 51s    |

### Classificação por pontos(Maillot Vert)
| Classificação por pontos | Classificação por pontos | Classificação por pontos | Classificação por pontos | Classificação por pontos |
| Ciclista                 | Ciclista                 | Equipe                   | Pontos                   |                          |
| ------------------------ | ------------------------ | ------------------------ | ------------------------ | ------------------------ |
| 1.                       | Peter Sagan              | Bora-Hansgrohe           | 76 pts                   |                          |
| 2.                       | Michael Matthews         | Team Sunweb              | 59 pts                   |                          |
| 3.                       | Sonny Colbrelli          | Bahrain-Merida           | 54 pts                   |                          |
| 4.                       | Mike Teunissen           | Team Jumbo-Visma         | 50 pts                   |                          |
| 5.                       | Greg Van Avermaet        | CCC Team                 | 40 pts                   |                          |
| 6.                       | Matteo Trentin           | Mitchelton-Scott         | 38 pts                   |                          |
| 7.                       | Julian Alaphilippe       | Deceuninck-Quick Step    | 30 pts                   |                          |
| 8.                       | Jasper Stuyven           | Trek-Segafredo           | 29 pts                   |                          |
| 9.                       | Giacomo Nizzolo          | Dimension Data           | 21 pts                   |                          |
| 10.                      | Paul Ourselin            | Total Direct Énergie     | 20 pts                   |                          |

### Classificação da montanha(Maillot à Pois Rouges)
| Classificação da montanha | Classificação da montanha | Classificação da montanha | Classificação da montanha | Classificação da montanha |
| Ciclista                  | Ciclista                  | Equipe                    | Pontos                    |                           |
| ------------------------- | ------------------------- | ------------------------- | ------------------------- | ------------------------- |
| 1.                        | Tim Wellens               | Lotto-Soudal              | 7 pts                     |                           |
| 2.                        | Xandro Meurisse           | Wanty-Gobert              | 3 pts                     |                           |
| 3.                        | Greg Van Avermaet         | CCC Team                  | 2 pts                     |                           |
| 4.                        | Julian Alaphilippe        | Deceuninck-Quick Step     | 1 pt                      |                           |
| 5.                        | Nairo Quintana            | Movistar Team             | 1 pt                      |                           |

### Classificação do melhor jovem(Maillot Blanc)
| Classificação dos jovens | Classificação dos jovens | Classificação dos jovens | Classificação dos jovens | Classificação dos jovens |
| Ciclista                 | Ciclista                 | Equipe                   | Tempo                    |                          |
| ------------------------ | ------------------------ | ------------------------ | ------------------------ | ------------------------ |
| 1.                       | Wout van Aert            | Team Jumbo-Visma         | 9h32m39s                 |                          |
| 2.                       | Egan Bernal              | Team Ineos               | + 20s                    |                          |
| 3.                       | Enric Mas                | Deceuninck-Quick Step    | + 26s                    |                          |
| 4.                       | David Gaudu              | Groupama-FDJ             | + 37s                    |                          |
| 5.                       | Maximilian Schachmann    | Bora-Hansgrohe           | + 51s                    |                          |
| 6.                       | Gregor Mühlberger        | Bora-Hansgrohe           | + 51s                    |                          |
| 7.                       | Tiesj Benoot             | Lotto-Soudal             | + 59s                    |                          |
| 8.                       | Giulio Ciccone           | Trek-Segafredo           | + 1m23s                  |                          |
| 9.                       | Gianni Moscon            | Team Ineos               | + 2m13s                  |                          |
| 10.                      | Nils Politt              | Katusha-Alpecin          | + 3m51s                  |                          |

### Classificação por equipas(Classement par Équipe)
| Classificação por equipes | Classificação por equipes | Classificação por equipes | Classificação por equipes |
| Equipe                    | Equipe                    | Tempo                     |                           |
| ------------------------- | ------------------------- | ------------------------- | ------------------------- |
| 1.                        | Team Jumbo-Visma          | 29h07m04s                 |                           |
| 2.                        | Team Sunweb               | + 1m44s                   |                           |
| 3.                        | EF Education First        | + 1m57s                   |                           |
| 4.                        | Ineos                     | + 2m04s                   |                           |
| 5.                        | Groupama-FDJ              | + 2m08s                   |                           |
| 6.                        | Mitchelton-Scott          | + 2m44s                   |                           |
| 7.                        | Astana                    | + 2m49s                   |                           |
| 8.                        | Bora-hansgrohe            | + 3m04s                   |                           |
| 9.                        | Bahrain-Merida            | + 3m37s                   |                           |
| 10.                       | Dimension Data            | + 4m14s                   |                           |

## Abandonos
Nenhum.